# Brian Adams
Brian Keith Adams (Kona, 14 aprile 1964 – Tampa, 13 agosto 2007) è stato un wrestler statunitense.
Ha lottato nella World Wrestling Federation e nella World Championship Wrestling. Ha interpretato diverse gimmick nel corso della carriera, la più famosa delle quali fu quella di Crush nei Demolition.
Assieme a Ax e Smash nei Demolition ha conquistato il WWF World Tag Team Championship; accanto a Bryan Clark nei KroniK ha conquistato per due volte il WCW World Tag Team Championship.
Nel 1994 Adams fu arrestato nelle Hawaii per aver acquistato steroidi e per possesso di un taser. La carcerazione fu utilizzata come parte di una storyline a Monday Night RAW quando Crush tornò a calcare i ring della WWF nel 1996, all'inizio della cosiddetta Monday Night War.

## Carriera

### Pacific Northwest Wrestling (1986-1990)
Adams debuttò nel mondo del wrestling nel 1986 sotto il nome di The American Ninja nella Pacific Northwest Wrestling assieme a Len Denton dove ebbe un feud contro i The Southern Rockers (Steve Doll e Rex King). L'ultimo match di Adams in PNW fu un match perso contro Scott Norton.

### World Wrestling Federation (1990-1998)

#### Debutto e terzo membro dei Demolition (1990-1991)
Nel 1990 Adams debuttò in World Wrestling Federation come Crush, terzo membro della stable Demolition dove, secondo la kayfabe, il suo ingresso nel gruppo fu conseguenza della nuova attitude da face dei Demolition; in realtà, la WWF si trovò costretta ad aggiungere Adams al team a causa dei problemi cardiaci di Ax.
Gradualmente Crush acquistò un ruolo sempre più attivo, lottando accanto a Smash mentre Ax iniziò a comportarsi più come un manager. A quei tempi i Demolition fecero ricorso alla cosiddetta "Freebird Rule", un modo per permettere a due qualunque dei tre membri di combattere match di coppia, inclusi match per la difesa del Tag Team Championship che Ax e Smash vinsero per la terza volta a WrestleMania VI nel mese di aprile del 1990 sconfiggendo i Colossal Connection (André The Giant & Haku).
Smash e Crush persero i titoli a SummerSlam 1990 in favore della Hart Foundation (Bret Hart e Jim Neidhart). Dopo questa sconfitta, non furono più capaci di riconquistare le cinture.
Poco dopo, i Road Warriors vennero ingaggiati dalla WWF e la popolarità dei Demolition iniziò a calare. Il team perse un match contro Genichiro Tenryu e Koji Kitao a WrestleMania VII nel 1991 per poi sciogliersi definitivamente.

#### Kona Crush e turn face (1992-1993)
Nel 1992 Crush tornò sui ring della WWF nel 1992 con la gimmick di un surfista hawaiano beniamino dei tifosi, effettuando quindi un turn face facendosi chiamare anche Kona Crush. A WWF Superstars sconfisse Kato e a Summerslam sconfisse il suo ex compagno di squadra Smash, chiamato ora Repo Man anche se non fu fatta menzione in televisione che Repo Man era stato in precedenza Smash e compagno di squadra di Crush. Ebbe un feud contro Doink the Clown culminato a WrestleMania IX, vinto da Doink grazie all'aiuto di un secondo, identico Doink uscito da sotto il ring, che colpì Crush con un braccio artificiale. Alla prima edizione del pay-per-view King of the Ring, Crush sfidò Shawn Michaels per il titolo Intercontinental Championship, ma perse il match a causa dell'interferenza di Doink.
Il 4 luglio Crush riportò un infortunio alla schiena nella "Stars and Stripes Challenge" mentre cercava di effettuare un bodyslam sul WWF Champion Yokozuna, che all'epoca pesava circa 260 kg. La bodyslam challenge si svolse sulla portaerei USS Intrepid della Marina statunitense. Crush, generalmente considerato uno dei possibili vincitori della sfida, fu il primo wrestler a sollevare da terra Yokozuna ma la sua schiena cedette e non poté portare a termine l'impresa. Fu Lex Luger a vincere la sfida.

#### Turn Heel: simpatizzante giapponese e alleanza con Yokozuna (1993-1995)
Alla fine del 1993 Crush effettuò un turn heel attaccando Randy Savage e successivamente si alleò con Yokozuna e Mr. Fuji ed adottò la gimmick del simpatizzante giapponese, si fece crescere la barba ed ebbe vari feud. Tornò in WWF alla fine del 1995 dopo essere stato arrestato alle Hawaii.

#### Nation of Domination, Disciples of Apocalypse e abbandono (1996-1997)
Dopo il suo ritorno fece parte della stable heel Nation of Domination di Faarooq assieme a Savio Vega. Successivamente Crush e Vega furono cacciati dal NOD e fondarono delle stable proprie, Vega fondò i Los Boricuas mentre Crush i Disciples of Apocalypse. I DOA ebbero feud contro il NOD e i Los Boricuas. Poco dopo Crush lasciò la WWF in seguito agli eventi dello Screwjob di Montréal.

### World Championship Wrestling (1998-2001)
Dopo aver lasciato la WWF, Adams firmò un contratto con la World Championship Wrestling tuttavia non potendo usare il nome e la gimmick di Crush, che era un marchio esclusivo della WWF, usò il suo vero nome, Brian Adams. Nel 1998 Adams fece il suo debutto nella WCW come membro del nWo avendo feud di scarso successo. Successivamente interpretò i panni di The KISS Demon, che successivamente abbandonò. Tornò come Brian Adams formando un tag team con Bryan Clark, i KroniK, che furono per due volte WCW World Tag Team Championship.

### Ritorno in WWF/E, fuoriuscita e ritiro (2001-2002)
Dopo l'acquisto della WCW da parte della WWF, i Kronik fecero parte della storylaine Invasion e furono membri della Alliance. Dopo lo scioglimento della Alliance, Clark ed Adams cercarono di riconquistare il WCW World Tag Team Championship ad Unforgiven, ma persero. Subito dopo Clark fu licenziato mentre Adams andò nella federazione satellite Heartland Wrestling Association in Ohio fino al suo licenziamento nel novembre del 2001.
Nel 2002 Adams e Clark si riunirono e lottarono nella World Wrestling All-Stars e nella All Japan Pro Wrestling, dove furono AJPW Tag Team Champions. Adams, in seguito, lasciò la AJPW per iniziare una carriera pugilistica, che ebbe però breve durata. Nel gennaio 2003 Adams fece il suo ultimo match assieme a Bryan Clark contro Bill Goldberg e Keiji Muto. In seguito fu costretto al ritiro a causa di una lesione al canale midollare.

## Doping
Nell'agosto 2007 Brian Adams è stato inserito in un elenco di lottatori che negli ultimi anni sono stati clienti della Signature Pharmacy, società sotto inchiesta per aver venduto senza regolare ricetta medicinali e sostanze dopanti. Per questo motivo sono stati sospesi diversi wrestler, mentre per altri sembra non sia stato ancora preso alcun provvedimento. Oltre a quello di Adams, nella lista è presente il nome di altri due wrestler defunti (Eddie Guerrero e Chris Benoit).

## Morte
Il 13 agosto 2007 Adams venne trovato privo di vita dalla moglie, sdraiato sul proprio letto. La mancanza di segni di violenza sul corpo ha spinto la polizia ad ipotizzare una morte naturale; le cause della morte sono state comunque accertate da un'autopsia, svoltasi il giorno dopo il decesso: Adams è deceduto per una overdose accidentale di tranquillanti.

## Personaggio

### Mosse finali
- Chokeslam - WCW
- Hearth Punch - WWF (1994-1997)
- Kona Clutch - WWF (1992-1994)

### Manager
- Mr. Fuji
- Paul Ellering
- Clarence Mason
- Stevie Richards
- Vincent

### Soprannomi
- "Big" Bryan Adams (PNW)
- "BA" Brian Adams

### Musiche d'entrata
- Demolition di Rick Derringer (come membro dei Demolition assieme ad Ax e Smash)
- Demolition Dark Theme di Jim Johnston (come membro dei Demolition assieme a Smash)
- Crush di Jim Johnston
- Cold Crush di Paul Waterman
- Nation of Domination di Jim Johnston (come membro dei Nation of Domination)
- D.O.A di Jim Johnston (come membro dei Disciples of Apocalypse)
- Rockhouse di Jimmy Hart (come membro del nWo)
- KroniK Theme (come membro dei KroniK)

## Titoli e riconoscimenti
All Japan Pro Wrestling
- World Tag Team Championship (1) – con Bryan Clark

Oregon Wrestling Federation
- OWF Tag Team Championship (1) - con Mike Miller

Pacific Northwest Wrestling
- NWA Pacific Northwest Heavyweight Championship (2)
- NWA Pacific Northwest Tag Team Championship (2) - con The Grappler (1) e Steve Doll (1)
- Salem City Tournament (1988)

Pro Wrestling Illustrated
- 35º nella lista dei migliori 500 wrestler dell'anno nei PWI 500 del 1993
- 289º nella lista dei 500 migliori wrestler singoli nei "PWI Years" del 2003
- 59º nella lista dei 100 migliori tag team di sempre nei PWI Years (con Smash & Ax) del 2003

World Championship Wrestling
- WCW World Tag Team Championship (2) - con Bryan Clark

World Wrestling Federation
- WWF World Tag Team Championship (1) - con Ax e Smash